# Velotte-et-Tatignécourt
Velotte-et-Tatignécourt là một xã ở tỉnh Vosges, vùng Grand Est, Pháp. Xã này có diện tích 5,36 km² dân số năm 1999 là 148 người. Xã này nằm ở khu vực có độ cao trung bình 275 m trên mực nước biển.
Người dân địa phương danh xưng tiếng Pháp là Velottois.

## Biến động dân số
| 1962                                         | 1968 | 1975 | 1982 | 1990 | 1999 |
| -------------------------------------------- | ---- | ---- | ---- | ---- | ---- |
| 164                                          | 164  | 152  | 146  | 152  | 148  |
| Số liệu từ năm 1962: Dân số không tính trùng |      |      |      |      |      |